# August von Degenfeld-Schonburg
August František Jan Kryštof říšský hrabě z Degenfeld-Schonburgu (německy August Franz Johann Christoph Reichsgraf von Degenfeld-Schonburg) (10. prosince 1798 Nagykanizsa – 5. prosince 1876 Altmünster) byl rakouský generál ze staré německé šlechty. V armádě sloužil od roku 1815 a řadu let působil v Čechách. V hodnosti generálmajora vynikl v Itálii v letech 1848–1849. Poté působil ve vojenské administraci ve Vídni a za války se Sardinií byl vrchním velitelem na severu Itálie. V roce 1860 dosáhl druhé nejvyšší hodnosti v rakouské armádě c. k. polního zbrojmistra a v letech 1860–1864 byl rakouským ministrem války.

## Životopis

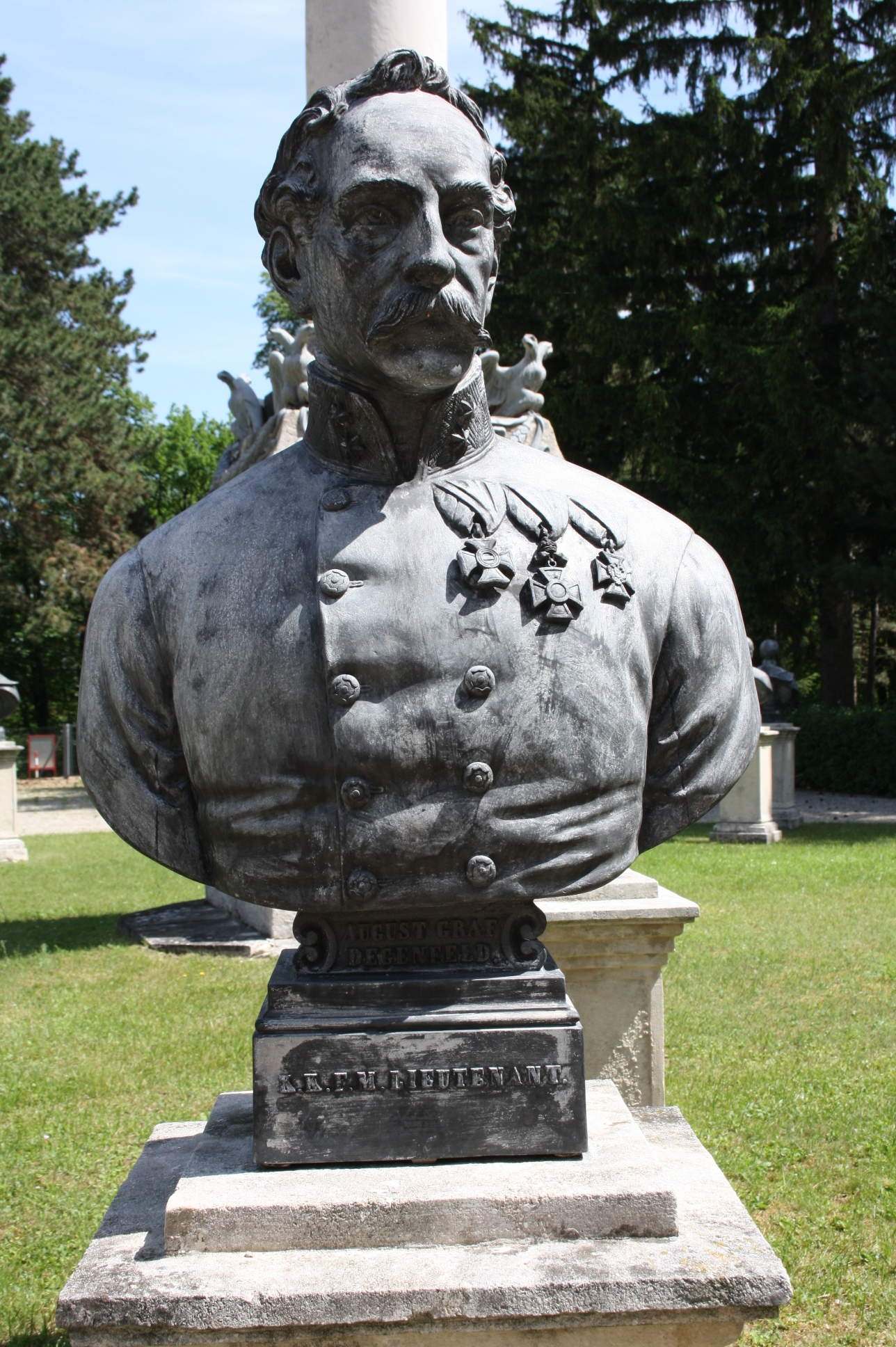
Busta Augusta Degenfeld-Schonburga v památníku v Heldenbergu

Pocházel ze starého německého šlechtického rodu připomínaného od 13. století, potomci sloužili v armádách a státních úřadech různých zemí, v roce 1716 získala rodina říšský hraběcí titul. August se narodil jako nejstarší z pěti dětí rakouského generála Bedřicha Kryštofa Degenfeld-Schonburga (1769–1848) a jeho manželky Luisy, rozené hraběnky z Erbach-Erbachu (1781–1830). Do rakouské armády vstoupil v roce 1815 a zúčastnil se závěrečného tažení napoleonských válek, téhož roku byl povýšen na podporučíka. Jako nadporučík později sloužil ve spolkové pevnosti v Mohuči (1828). V roce 1830 byl povýšen na kapitána a v roce 1835 na majora. Poté sloužil v Praze, kde byl pobočníkem generála Emanuela Mensdorff-Pouillyho a ředitelem vojenské kanceláře zemského velitelství v Čechách. Postupoval v hodnostech (podplukovník 1839, plukovník 1842) a poté byl šéfem štábu 11. pěšího pluku v Josefově.
V revolučním roce 1848 byl převelen do Itálie, kde byl od srpna 1848 do března 1849 vojenským guvernérem v Parmě.. V roce 1848 dosáhl hodnosti generálmajora, v následujícím roce se vyznamenal účastí v bitvě u Novary a obdržel rytířský kříž Řádu Marie Terezie. V roce 1849 byl povýšen na polního podmaršála a krátce zastával funkci viceguvernéra spolkové pevnosti v Mohuči. V roce 1850 byl povolán do Vídně a stal se sekčním šéfem na ministerstvu války, kde setrval do roku 1852, následně byl šéfem vojenské kanceláře císaře Františka Josefa, v roce 1853 získal titul c. k. tajného rady. V letech 1855–1859 byl velitelem VIII. armádního sboru v Bologni, během války se Sardinií dočasně převzal vrchní velení v celém Lombardsko-benátském království (1859).
V letech 1860–1864 zastával funkci rakouského ministra války, v roce 1860 byl zároveň povýšen do hodnosti polního zbrojmistra a v roce 1861 se stal doživotním členem Panské sněmovny. Jako ministr války usiloval o modernizaci jezdectva, v roce 1864 ze zdravotních důvodů odešel do penze. Do aktivní služby se krátce vrátil ještě během prusko-rakouské války v roce 1866. Po porážce Rakouska se podílel na přípravných jednáních před uzavřením Mikulovského míru (pruskou protistranu zastupoval generál Helmuth von Moltke.
Za zásluhy v bitvě u Novary byl nositelem rytířského kříže Řádu Marie Terezie Dále byl nositelem Řádu železné koruny I. třídy (1853) a rytířského kříže Leopoldova řádu (1862). Dále byl v Rakousku nositelem Vojenského záslužného kříže, několik ocenění obdržel také od zahraničních panovníků, byl nositelem ruského Řádu sv. Anny I. třídy a Řádu sv. Stanislava II. třídy, velkokříže řeckého Řádu Spasitele, pruského Řádu červené orlice I. třídy, toskánského Řádu sv. Josefa, dále byl mimo jiné čestným rytířem Maltézského řádu. Získal čestné občanství ve Štýrském Hradci.

## Rodina
Jeho manželkou byla od roku 1829 Elizabeth Watson (1808–1888), která pocházela z Irska. Z manželství pocházely dvě děti, syn Christoph (1831–1908) sloužil v rakousko-uherské armádě, dosáhl hodnosti generála jezdectva a nakonec byl velitelem 7. armádního sboru v Temešváru.
Jeho mladší bratr Gustav (1807–1857) sloužil také v rakouské armádě a dosáhl hodnosti generálmajora.
Majetkem Augusta Degenfelda byl velkostatek Hrádok (Temétvény) v Horních Uhrách.